# Casa Camacho
Casa Camacho és una obra de Cervera (Segarra) protegida com a Bé Cultural d'Interès Local.

## Descripció
Situada al nucli urbà de Cervera. Casa disposada a la cantonada entre el carrer Santa Anna i la plaça Santa Anna. L'edifici té una distribució de planta baixa, tres pisos i àtic. A la planta baixa, hi ha un local comercial amb un ampli aparador obert a la plaça i l'accés, al carrer Santa Anna. La porta d'accés als habitatges, en canvi, es troba en un extrem de la façana que s'obre a la plaça. Els dos primers pisos tenen sengles tribunes al tram de la cantonada, que esdevenen un balcó al tercer pis. A banda i banda de la tribuna, hi ha finestres d'arc pla i als seus extrems hi ha balconades. La part cantonera de l'àtic culmina amb un frontó triangular, les laterals però, són rectes i motllurades. La coberta del conjunt és de teula àrab amb inclinació composta. El parament es presenta arrebossat i pintat.